# Азербайджано-британские отношения
Азербайджано-британские отношения — отношения между Азербайджанской Республикой и Соединённым Королевством Великобритании и Северной Ирландии в политической, экономической и иных сферах.
Обе страны являются полноправными членами Совета Европы и Организации по Безопасности и Сотрудничеству в Европе (ОБСЕ). 

## История
Первые азербайджано-британские отношения возникли в конце XIX-начале XX века, в годы нахождения Азербайджана в составе царской России. В первые годы XX века британскими компаниями в азербайджанские нефтяные предприятия было инвестировано 60 миллионов рублей. 
В 1904 году Великобритания импортировала из Азербайджана 47,1 % потребляемого керосина. 
Британская компания «Vickers Limited» стала первой компанией, которая получила лицензию на производство технического оборудования для крекинговой установки.
18 января 1920 года из Багдада в Баку была направлена британская экспедиция в целях захвата ценных нефтяных месторождений.  Британскими войсками командовал генерал Лионель Денстервиль, который прибыл в Баку в августе 1918 года. После битвы за Баку Денстервиль отправился в Персию в сентябре того же года. Его войска оставались в Баку до 1920 года, момента, как наступление большевистских сил сделало невозможным их присутствие.
В этот период де-факто существование дипломатических отношений между Азербайджанской Демократической Республикой и Британской империей осуществлялось через Верховного комиссара Великобритании на Кавказе, который находился в Тбилиси.

## Дипломатические отношения
Великобритания признала независимость Азербайджана 31 декабря 1991 года. Дипломатические отношения установлены 11 марта 1992 года.
Посольство Великобритании в Азербайджане открыто в сентябре 1992 года. Посольство Азербайджана в Великобритании открыто в январе 1994 года.
С 7 марта 1997 года в парламенте Азербайджана действует двусторонняя рабочая группа по отношениям с Великобританией. Руководитель группы — Солтан Мамедов.
С 2014 года в парламенте Великобритании действует рабочая группа по отношениям с Азербайджаном.
Торговый посланник Великобритании в Азербайджане — баронесса Эмма Николсон.

## Договорно-правовая база
Между странами заключено 26 договоров, в том числе:
- Соглашение о сотрудничестве в сферах образования, науки и культуры от 23 февраля 1994 года

## Двусторонние визиты
Первый официальный визит президента Азербайджана Гейдара Алиева в Великобританию состоялся 22-25 февраля 1994 года. Проведены переговоры с премьер-министром Джоном Мейджором и министром иностранных дел Дугласом Хёрдом. В ходе первого визита подписана Совместная декларация о дружбе и сотрудничестве между Азербайджанской Республикой и Великобританией.
Второй официальный визит Гейдара Алиева в Великобританию состоялся 19-24 июля 1998 года. 21 июля 1998 года Гейдаром Алиевым и премьер-министром Соединенного королевства Тони Блэром была подписана совместная Декларация.
3-5 июня 2002 года в Баку прибыл с визитом министр промышленности и энергетики Британии Брайан Уилсон с целью участия в традиционной ежегодной выставке «Нефть-Газ 2002».
После избрания Ильхама Алиева президентом Азербайджана в декабре 2004 года состоялся его визит в Великобританию. В ходе встречи с британским премьер-министром подтверждена Декларация о дружеских отношениях и партнерстве, подписанная в 1998 году. Также в качестве основы для двусторонних отношений было принято совместное коммюнике.
7 мая 2008 года государственный министр по европейским делам министерства Великобритании прибыл в Азербайджан с визитом.
12-13 июля 2009 года президент Ильхам Алиев совершил очередной визит в Великобританию, где состоялась встреча с Гордоном Брауном. Г. Браун положительно оценил расширение связей Азербайджана с Европейским Союзом.
3 сентября 2013 года министр иностранных дел Азербайджана Эльмар Мамедъяров совершил визит в Лондон и встретился с министром иностранных дел Великобритании Уильям Хейгом.

## Экономические отношения
Великобритания является одним из крупнейших зарубежных инвесторов в Азербайджане. На июнь 2023 года Великобритания инвестировала более 30 млрд долл.
28 ноября 1995 года создан азербайджано-британский торгово-промышленный совет.
С марта 2015 года действует межправительственная комиссия по экономическим вопросам. 
В мае 2021 года создана азербайджано-британская торговая палата.
В Азербайджане действует более 600 компаний Великобритании.

### Нефтегазовая отрасль
В сентябре 1992 года на фоне роста заинтересованности западных нефтяных компаний в энергоресурсах Каспийского моря в качестве консультанта западных промышленных компаний по вопросам геополитики и по приглашению президента страны Абульфаза Эльчибея Баку посетила Маргарет Тэтчер. Здесь она встретилась с президентом Азербайджана и приняла участие в подписании соглашения о проведении оценочных разработок месторождений Чираг и Шах-Дениз между Правительством Азербайджана и компаниями — английской British Petroleum и норвежской Statoil.

#### «Контракт века»
20 сентября 1994 года во дворце «Гюлистан» в Баку было заключено соглашение о долевом распределении продукции глубоководных месторождений «Азери», «Чыраг», «Гюнешли», которое ввиду его значимости получило название «Контракт века». Соглашение составлено на 400 страницах и 4 языках. В контракте представлены две британские компании - BP и Ramco.

##### BP
Компания является одной из крупнейших, работающих в нефтегазовом комплексе Азербайджана. Работы осуществляется через дочернюю компанию «BP Azerbaijan».

##### Новый «Контракт века»
14 сентября 2017 года Азербайджан подписал новое соглашение с 11 международными компаниями между SOCAR (государственная нефтяная компания) и BP, Chevron, INPEX, Statoil, ExxonMobil, TP, ITOCHU, ONGC Videsh по эксплуатации трех морских нефтяных месторождений - Азери, Чираг и Гюнешли. Контракт заключен до 2050 года (предыдущая сделка была заключена до 2024 года).
14 сентября 2017 года также состоялась встреча президента Азербайджана с государственным министром Великобритании Аланом Дунканом. Было обсуждено подписание нового «Контракта века», а также дальнейшее развитие британско-азербайджанских отношений.
"Я думаю, что это действительно очень хорошие новости для Азербайджана и Великобритании. Это невероятный контракт, который внесет значительный вклад в экономику Азербайджана. У нас был "Контракт века", сейчас же мы получили "Контракт нового века". Он олицетворяет близость Азербайджана и Великобритании. Я горжусь тем, что это соглашение подписано между Госнефтекомпанией Азербайджана и ВР" – сказал британский министр Алан Дункан.
Доля азербайджанской государственной нефтяной компании (SOCAR) в АЧГ после данных соглашений составила 25% вместо 11,6%. 

### В области энергетики
Компанией BP осуществляется проект строительства солнечной фотоэлектрической станции «Шафаг» в  Джебраильском районе мощностью 240 мегаватт.

### Товарооборот (тыс. долл)
| Год  | Экспорт Азербайджана | Импорт Азербайджана | Сумма товарооборота |
| ---- | -------------------- | ------------------- | ------------------- |
| 2020 | 157 527,03           | 296 972,09          | 454 499,12          |
| 2021 | 396 673,52           | 271 197,31          | 667 870,83          |
| 2022 | 779 541,24           | 256 656,03          | 1 036 179,27        |
| 2023 | 447 910,47           | 342 873,66          | 790 784,13          |
| 2024 | 407 744,37           | 272 611,94          | 680 356,31          |

Структура экспорта Великобритании: технологии, инженерное оборудование, нефтяная техника.

## Авиасообщение
С 17 марта 2024 года авиакомпанией AZAL начаты полёты в аэропорт Гатвик Лондона. С этого периода AZAL будет осуществлять 6 еженедельных рейсов Баку — Лондон.

## В области образования
В декабре 2023 года между Азербайджанским университетом архитектуры и строительства и Вестминстерским университетом подписано соглашение о двойном дипломе о получении степени магистра по специальности «реставрация и реконструкция памятников архитектуры».

## В области культуры
В мае 2015 года по инициативе ректора Бакинского филиала МГУ профессора Наргиз Пашаевой при Оксфордском университете открыт Научный центр Азербайджана и кавказоведения им. Низами Гянджеви. Действует также библиотека им. Н. Гянджеви.
С 12 по 14 марта 2024 года Азербайджан принял участие в Лондонской международной книжной ярмарке. На выставке представлены книги об истории, культуре, литературе Азербайджана. На стенде Азербайджана представлено 129 экспонатов, а также 300 книг.

### Британский Совет
Британский Совет — основная организация, которая налаживает научно-культурные связи Великобритании с зарубежными странами. Британский Совет является основным посредником Англии между двумя странами в сфере образования, науки и культуры.
Британский Совет действует в Азербайджане с 1993 года.
С 2016 по 2019 год Советом была реализована программа English Clubs. С 2019 по 2022 год действовала программа Learning Hubs по изучению английского языка. Программа охватила 8 000 школьников в различных регионах страны.

## Диаспора
В Великобритании действует 6 азербайджанских диаспорных организаций:
1. «Родина, Азербайджанское общество развития»
2. «Британская азербайджанская община»
3. «Общество Азербайджанских тюрков»
4. «Азербайджанское Общество»
5. «Клуб Азербайджанской Молодежи»
6. «Caspian-Khazri»

Кроме того, действуют Лондонский Азербайджанский Дом, Азербайджанская Ассоциация Общин «Barsley», Культурный Центр Азербайджан-Туран.